# R-257 (Rusland)
De R-257 of Jenisej (Russisch: Р-257 Енисей) is een regionale weg in Rusland. De weg loopt van Krasnojarsk via Abakan en Kyzyl naar de Mongolische grens bij Chagan-Tolgoj. De weg loopt door de gebieden Krasnojarsk, Chakassië en Toeva. De weg is 1069 kilometer lang. Tot 2011 heette de weg M-54.

## Verloop
De R-257 begint als vierstrooks hoofdweg in Krasnojarsk. Eerst voert de weg over de oostelijke Jenisejoever, maar bij Divnogorsk steekt de rivier over vlak voor de stuwdam van het grote Krasnojarskreservoir. Om de stad Tsjernogorsk is een rondweg aangelegd met 2x2 rijstroken. Ook rond de stad Abakan ligt een dergelijke rondweg, met ook twee klaverbladen.
Ten zuiden van Abakan gaat de weg door vrijwel onbewoond gebied. Tussen Jermakovskoje en Toeran wordt een hoog gebergte overgestoken. Rondom Kyzyl ligt een rondweg met een groot klaverblad. Vlak voor de Mongoolse grens wordt dan opnieuw een bergrug overgestoken.